# Caicara del Orinoco
Pour les articles homonymes, voir Caicara et Orinoco.
Caicara del Orinoco est une ville de l'État de Bolívar au Venezuela, chef-lieu de la municipalité de Cedeño et capitale de la Section capitale Cedeño, l'une des six divisions territoriales de la municipalité.